# 梁汝笏
梁汝笏（越南语：／；？—1428年）是安南屬明時期的一位官員。
梁汝笏原為胡朝將領。1407年明朝吞併安南之後，任清化知府。1416年，與杜維忠一起，被明朝任命為交趾布政使司參政。黃福令梁汝笏、阮勛、杜維忠、杜希望、梁士永、楊巨望等攜家人前往燕京建造宮殿，但明帝不准其請。
1424年，黎利襲擊多矜堡，大破明軍，梁汝笏僅以身免。1427年，黎利在支棱昌江之戰中擊敗了柳昇、沐晟，包圍王通。杜維忠、梁汝笏、陳封等人便歸降後黎朝，被黎利赦免其罪。但翌年他們便糾集黨羽圖謀叛亂，派人前去明朝尋求支持。他們的書信被太原鎮上將黃原懿截獲，黎利將送信者殺死，不欲追究此事。但隨後有同謀者前來告密，其敘述的事情與信中相同。黎利便下詔將杜維忠、梁汝笏、陳封等人誅殺。

## 相關人物
- 莫邃
- 阮勛
- 杜維忠
- 陳封
- 范世矜